# Hieracium drazeticum
Hieracium drazeticum es una especie de planta con flor del género Hieracium, de la familia Asteraceae, orden Asterales.

## Distribución
Hieracium drazeticum se distribuye por Francia y España.

## Taxonomía
Fue descrita científicamente por Arv.-Touv. & Marcailhou. Fue publicada en Bull. Soc. Bot. France.